# Culicula trilinea
Culicula trilinea là một loài bướm đêm trong họ Noctuidae.